# Jolene (film, 2008)
Pour plus de détails, voir Fiche technique et Distribution.
Jolene est un film américain réalisé par Dan Ireland, sorti en 2008.

## Fiche technique
- Réalisation : Dan Ireland
- Scénario : Dennis Yares, d'après Jolene : A life de E. L. Doctorow
- Musique : Harry Gregson-Williams
- Photographie : Claudio Rocha
- Montage : Luis Colina
- Décors : Bernt Amadeus Capra
- Direction artistique : William Budge
- Production : Riva Yares, Zachary Matz et Luis Colina
- Société de production : Next Turn Productions
- Genre : drame
- Durée : 121 minutes
- Pays d'origine : États-Unis
- Lieux de tournage : Phoenix, Arizona, États-Unis
- Dates de sortie : 
  -  États-Unis : 13 juin 2008 (Festival international du film de Seattle, 29 octobre 2010 (sortie nationale)

## Distribution
- Jessica Chastain : Jolene
- Frances Fisher : Cindy
- Rupert Friend : Coco Leger
- Dermot Mulroney : Oncle Phil
- Chazz Palminteri : Sal Fontaine
- Denise Richards : Marine
- Theresa Russell : Tante Kay
- Michael Vartan : Brad
- Zeb Newman : Mickey Holler